# Île Amatignak
L'île Amatignak est l'île la plus à l'ouest des îles Delarof et de l'Alaska. C'est aussi le point le plus méridional de l'Alaska.
Elle fait environ 8 km du nord au sud, et 4,8 km d'est en ouest. Elle culmine à 302 m, et est inhabitée.